# Parafia św. Mikołaja Biskupa w Łajsach
Parafia świętego Mikołaja Biskupa w Łajsach – parafia rzymskokatolicka znajdująca się w archidiecezji warmińskiej, w dekanacie Orneta.